# Baisers cachés
Baisers cachés (Baci nascosti) è un film televisivo del 2016 diretto da Didier Bivel.
Il film è stato proiettato nel febbraio 2016 al Festival des créations télévisuelles de Luchon, dove ha vinto il premio della critica Isabelle Nataf.

## Trama
Nathan, 16 anni, vive con suo padre Stéphane rimasto vedovo. Poco dopo essere arrivato in una nuova scuola, un liceo di provincia, Nathan viene invitato ad una festa di compleanno, in cui qualcuno lo fotografa mentre bacia Louis, un ragazzo della sua classe. Solo la faccia di Nathan è riconoscibile nella foto che viene pubblicata su Facebook, provocando uno scandalo a scuola. Vittima di un branco di bulli, si rifiuta per amore di rivelare l'identità dell'altro ragazzo. Stéphane, che ha anche visto la foto, scopre che suo figlio è omosessuale. Non sapendo come reagire, teme di perdere la complicità che aveva con suo figlio.
Al liceo, Nathan si trova ad affrontare violenze fisiche e verbali dei compagni, nonostante gli sforzi del suo insegnante di inglese Tristan, che sta cercando di mettere i suoi studenti di fronte ai loro pregiudizi sull'omosessualità. Tristan chiede alla sua collega Catherine, lesbica non dichiarata, di aiutarlo, ma lei è estremamente restia, memore delle ostilità e violenze che lei stessa aveva subito quando era studentessa.
Alla fine della lezione di ginnastica, Nathan viene aggredito da molti dei suoi compagni di classe, incluso Louis, l'altro ragazzo al quale Nathan aveva dato un bacio alla festa di compleanno. Louis, pur essendo da un anno in coppia con Laura ha alle spalle una lunga storia di lotta contro il proprio orientamento sessuale, tutto a causa del padre Bruno, chiaramente omofobo. Nathan ferito, scappa da scuola e torna a casa dove suo padre è inorridito nel vedere suo figlio con la faccia insanguinata, capisce che quest'ultimo ha più che mai bisogno di lui. Da quel momento, Nathan e suo padre iniziano a ritrovare l'intesa precedente. Nathan torna al liceo e Catherine, vedendone il viso gonfio, decide di raccontare agli studenti della classe di Natan la storia (la propria) di una ragazza lesbica, dicendo che ci vuole coraggio ad accettare sé stessi. Louis ascolta ma non reagisce mentre Nathan affronta i suoi bulli davanti a tutti, accusandoli di essere dei vigliacchi, Nathan non ha più paura di loro.
I genitori di Louis scoprono l'omosessualità del figlio consultando il suo PC e suo padre furioso e pieno di odio, gli confisca il computer e il cellulare e rimprovera violentemente il figlio per essersi lasciato andare in quella che lui considera una deviazione. Terrorizzato, Louis prova a convincere i suoi genitori che il suo bacio con Nathan è stata solo una provocazione. Essi sembrano inclini a credergli, ma quando il padre Bruno scopre le chiamate di suo figlio a Nathan si infuria. Nel frattempo Nathan continua a ignorare le chiamate di Louis rompendo qualsiasi contatto con lui, Nathan non riesce a perdonare a Louis di essere stato fra coloro che lo hanno picchiato. Rinnegato dai suoi genitori che decidono di ignorarlo, Louis fugge di casa e vede Laura per l'ultima volta, prima di tentare di suicidarsi gettandosi dalla cima di una fabbrica abbandonata, dove era solito incontrarsi con Nathan. Louis chiama Nathan, annunciandogli di volersi suicidare anche per il rimorso di averlo picchiato, Nathan e suo padre arrivano appena in tempo e salvano Louis.
Stéphane decide di ospitare Louis a casa per la notte. Prepara un letto nel soggiorno, ma Louis, incapace di dormire, si intrufola nella stanza di Nathan. Entrambi parlano a lungo della loro omosessualità e delle conseguenze che ha avuto nella loro vita, specialmente in quella di Louis. I due adolescenti finiscono con l'addormentarsi l'uno nelle braccia dell'altro. Stéphane lo scopre nel bel mezzo della notte. Sebbene sia disposto ad accettare l'omosessualità di suo figlio, è ancora impreparato a vederlo così e va a trovare la sua collega Patricia. Mentre se ne va, Patricia gli chiede di restare e i due colleghi passano la notte insieme.
Tornato a casa, Stéphane parla con Nathan e Louis e li informa che ha avvertito i genitori di Louis. Bruno viene a prendere suo figlio e lo rinchiude nella sua stanza per impedirgli di contattare Nathan. Prima di andare al lavoro, Bruno vieta alla madre di Louis, Corinne, di parlare con il figlio. Tuttavia, Corinne rifiuta il diktat del marito non volendo continuare a maltrattare ulteriormente il figlio e sfonda la porta della stanza di Louis. In seguito si reca nello studio medico dove lavora il marito Bruno e cerca invano di fargli capire che non è Louis a dover cambiare. Corinne porta Louis e suo fratellino Theo a casa con i suoi genitori. Louis chiama Laura per dirle la verità sul suo amore per Nathan.
È il momento per Nathan e Louis di vivere il loro amore alla luce del sole, si incontrano alla stazione e si baciano davanti a tutti: niente più baci nascosti, le osservazioni di alcuni passanti li lasciano completamente indifferenti.
Louis ritorna qualche tempo dopo per partecipare al torneo di boxe per il quale suo padre lo aveva allenato. Suo padre, assente all'inizio del torneo, finisce per assistere alla partita di suo figlio, ma lascia poco prima della fine. Louis lo raggiunge e gli chiede se non è fiero di suo figlio, ma Bruno se ne va senza dire una parola. Il padre di Nathan gli spiega che forse avrà solo bisogno di più tempo.

## Produzione

### Riprese
Il film è stato girato nell'estate del 2015 nei seguenti luoghi: Tournan-en-Brie, L'Île-Saint-Denis, Meaux, Le Blanc-Mesnil, Nanterre, Triel-sur-Seine, Gouvieux e Saint-Germain-en-Laye.

### Musica
La colonna sonora del film è stata composta da François-Eudes Chanfrault.

## Accoglienza
Baisers cachés è stato proiettato in anteprima il 4 febbraio 2016 al Festival des créations télévisuelles de Luchon, prima di essere trasmesso in television in Belgio il 25 febbraio 2016 sul canale La Deux, in Svizzera romanda il 24 agosto 2016 su RTS un e in Francia il 17 maggio 2017 su France 2, in occasione della Giornata internazionale contro l'omofobia, la bifobia e la transfobia.
In seguito a questa trasmissione, il film è stato vittima di pirateria. È stato diffuso e doppiato in diversi paesi, in particolare in Spagna, Germania, Russia, ecc..

### Dati d'ascolto
Il film è stato visto, in Francia, da 3,62 milioni di telespettatori, una quota di pubblico del 15,1%.

## Riconoscimenti
- 2016 - Festival des créations télévisuelles de Luchon
  - Premio della critica Isabelle Nataf[2]